# Santo André (Póvoa de Varzim)
Santo André es un lugar del área central del municipio de Póvoa de Varzim, entre las freguesias de Aver-o-Mar y Aguçadoura, que envuelve al cabo de Santo André (cabo de San Andrés).
La parte de Aver-o-Mar, junto a la Praia do Quião, fue integrada en la ciudad, aunque mantiene una identidad pesquera intacta y se diferencia por las viviendas unifamiliares que crecieron de forma espontánea siguiendo una estructura ortogonal.
En Santo André existe una capilla junto a un roquedo llamado Penedo do Santo, que tiene una marca que se cree que es una huella del propio San Andrés. Los pescadores creen que este santo libera las almas de los que se ahogan en el mar, yendo a pescarlas al fondo del mar después de un naufragio. La fiesta de este santo tiene lugar en la madrugada del último día de noviembre, en donde grupos de hombres y mujeres, envueltos con mantos negros y con un farol en la mano, van hasta la ermita por la playa, entonando cánticos y al final circundan la capilla, formando así el Punto de las almas.
- Datos: Q7420471